# 430

## Родени
- Сиагрий, римски пълководец и наместник в Северна Галия
- Юлий Непот, римски император

## Починали
- 28 август – Августин Блажени, римски теолог